# 大きなお世話サマー
『大きなお世話サマー』（おおきなおせわサマー）は、1987年6月5日に発売されたとんねるずの12枚目のシングル。

## 概要
ねとらぼによる「50代女性が選ぶとんねるずのシングル曲人気ランキング」では「雨の西麻布」と同率1位となった。

## 収録曲
1. 大きなお世話サマー
  - 作詞・作曲：高見沢俊彦／編曲：武部聡志
2. 勝手にしろ!
  - 作詞・作曲：高見沢俊彦／編曲：武部聡志